# Condado de Howard (Indiana)
El condado de Howard (en inglés: Howard County), fundado en 1844, es uno de 92 condados del estado estadounidense de Indiana. En el año 2000, el condado tenía una población de 84 964 habitantes y una densidad poblacional de 112 personas por km². La sede del condado es Kokomo. El condado recibe su nombre en honor a Tilghman Howard. 

## Geografía
Según la Oficina del Censo, el condado tiene un área total de 761 km², de la cual 759 km² es tierra y 2 km² (0.29%) es agua.

### Condados adyacentes
- Condado de Miami (norte)
- Condado de Grant (este)
- Condado de Tipton (sur)
- Condado de Clinton (suroeste)
- Condado de Carroll (oeste)
- Condado de Cass (noroeste)

## Demografía
Según la Oficina del Censo en 2007, los ingresos medios por hogar en el condado eran de $43 487 y los ingresos medios por familia eran $53 051. Los hombres tenían unos ingresos medios de $43 767 frente a los $26 566 para las mujeres. La renta per cápita para el condado era de $19 355. Alrededor del 9.50% de la población estaban por debajo del umbral de pobreza.

## Transporte

### Principales autopistas
- US-31 a South Bend (Norte) e Indianápolis (Sur)
- US-35 a Logansport (Norte) y Muncie (Sur)
- IN-19 a Kokomo Reservoir (Norte) y Tipton (Sur)
- IN-22 a Burlington (Oeste) y Hartford City (Este)
- IN-26 a Lafayette (Oeste) y Hartford City (Este)
- IN-213 a Greentown (Norte) y cerca de Noblesville (Sur)

## Municipalidades

### Ciudades y pueblos
- Kokomo
- Greentown
- Russiaville
- Alto
- Cassville
- Center
- Hemlock
- New London
- Oakford
- Phlox
- West Middleton

### Lugares designados por el censo
- Indian Heights

### Municipios
El condado de Howard está dividido en 11 municipios:
- Center
- Clay
- Ervin
- Harrison
- Honey Creek
- Howard
- Jackson
- Liberty
- Monroe
- Taylor
- Union